# Enfesta

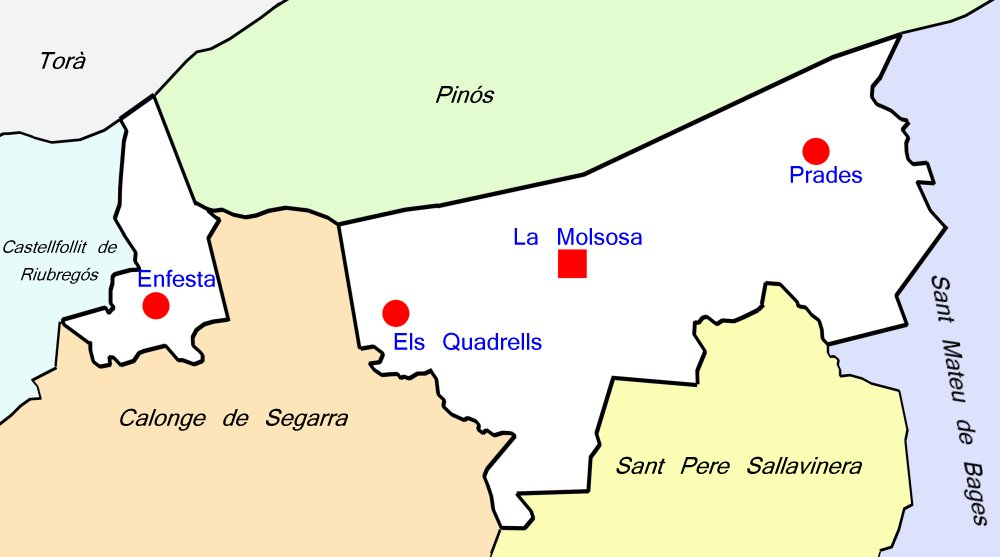
Mapa del municipi amb les seves entitats de població i els municipis limítrofs.

Enfesta és una de les tres entitats de població del municipi de La Molsosa (Solsonès).

## Situació i límits
Està constituït per un enclavament de 3,61 km² situat a ponent del sector principal del municipi del qual resta separat per una franja d'un km i mig que pertany al terme municipal de Calonge de Segarra, municipi amb el qual limita pel sud i per l'est. La resta de municipis limítrofs són Pinós al nord-est, Torà al nord i Castellfollit de Riubregós a l'oest
La banda de ponent de l'enclavament esta regada per la capçalera del Llobregós que és forma dins el sector per la unió del torrent de l'Arç, la riera de Mantellí i la rasa del Simon, torrents tots tres que travessen l'enclavament.

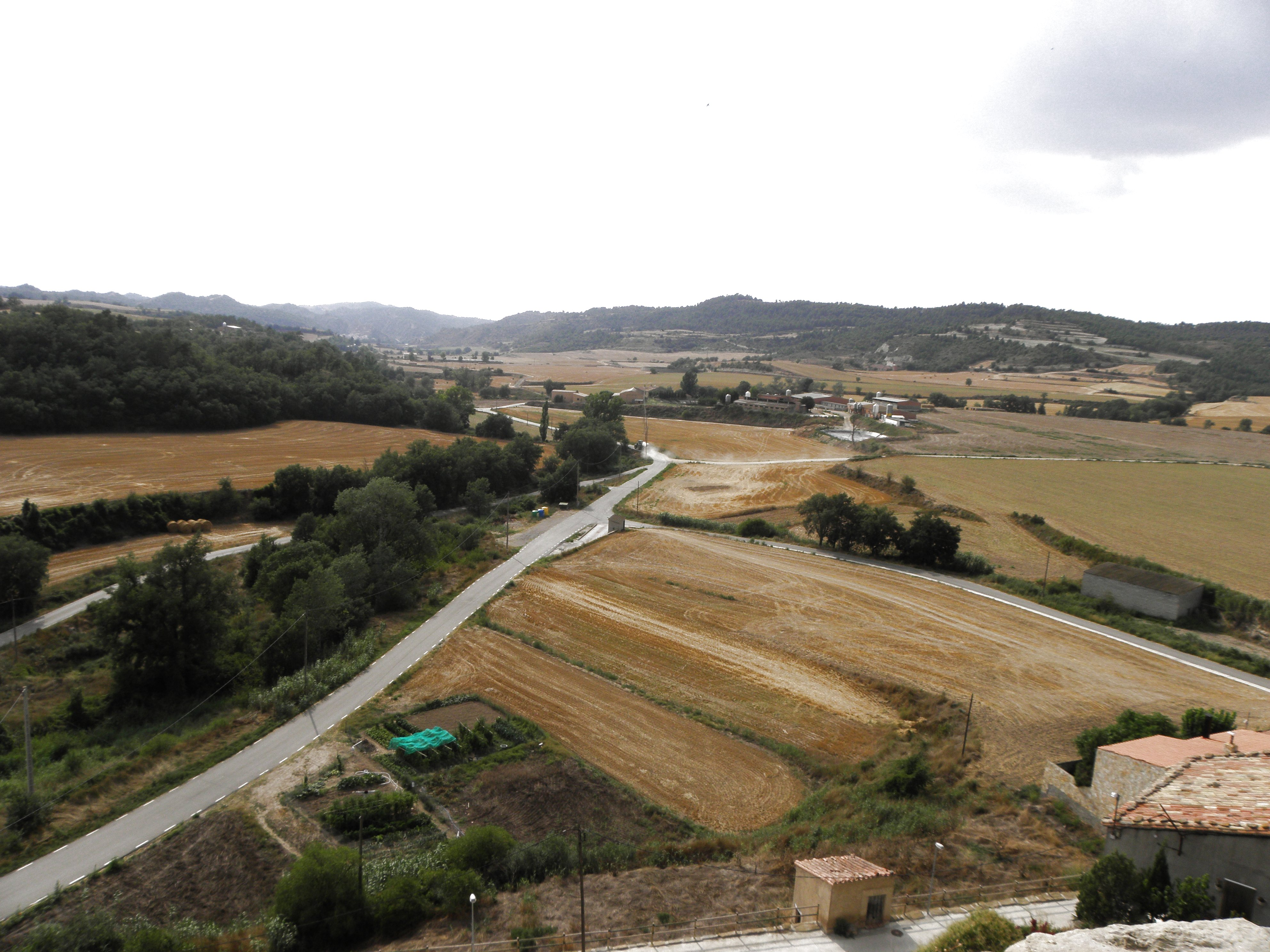
El pla d'Enfesta vist des del castell

## El nucli
És un petit nucli penjat al vessant nord-occidental d'un puig que s'aixeca enmig d'un fondal ric en aigües i que es troba coronat pel castell d'Enfesta, antic edifici senyorial que actualment es troba en fase de restauració. La banda de ponent del cos del castell conté l'antiga església del lloc. Aquesta església, de volta de pedra i de construcció que recorda el romànic o l'inici del gòtic, era una sufragània tradicional de Calonge dedicada a Santa Maria, però el 1975 es va abandonar pel seu mal estat. El 1979, es va construir una església nova a l'extrem nord del nucli.
Es dona el cas que aquest enclavament és l'únic tros de la província de Lleida que forma part de la diòcesi de Vic. Això és així perquè en la reforma dels límits diocesans de 1957 els "reformadors" van excloure la parròquia de la Molsosa del bisbat de Vic i el van incloure a la diòcesi de Solsona però o es van "oblidar" que Enfesta formava part d'aquest municipi o van primar el fet que fos sufragània de la parròquia de Calonge de Segarra
El castell d'Enfesta era la residència dels castlans, que administraven el lloc en nom dels Cardona.
El nucli és eminentment rural talment com un agrupament de massies amb els seus coberts adosats i no té pas la típica estructura de vila closa sinó que, més aviat, hom diria que està mancat d'una estructura urbana (deixant de banda la pujada al castell, tan sols es pot parlar d'un sol carrer i encara ben curt). Entre les cases més antigues, ja habitada, cal fer esment de Cal Roters i de les encara habitades, Can Ribera, Cal Felip, Cal Vermell i Cal Noguera.
Nucli i turó es troben a entre el torrent de l'Arç que transcorre pel migdia i la rasa del Simon que baixa del nord. Just davant de la primera casa del poble entrant per l'accés principal, aquesta rasa és travessada per un petit pont de pedra de dos arcs de mig punt la funció del qual, tenint en compte la seva estructura superior, sembla que devia ser la d'aqüeducte.

## Demografia
El 1685 tenia 10 cases i 12 el 1860
| Evolució demogràfica |            |            |            |                   |                   |                   |       |
| Any                  | Nucli urbà | Nucli urbà | Nucli urbà | Poblament dispers | Poblament dispers | Poblament dispers | Total |
| Any                  | Homes      | Dones      | Total      | Homes             | Dones             | Total             | Total |
| 2000                 | 0          | 0          | 0          | 13                | 12                | 25                | 25    |
| 2001                 | 0          | 0          | 0          | 13                | 12                | 25                | 25    |
| 2002                 | 0          | 0          | 0          | 13                | 12                | 25                | 25    |
| 2003                 | 0          | 0          | 0          | 12                | 10                | 22                | 22    |
| 2004                 | 0          | 0          | 0          | 14                | 11                | 25                | 25    |
| 2005                 | 0          | 0          | 0          | 14                | 10                | 24                | 24    |
| 2006                 | 0          | 0          | 0          | 14                | 10                | 24                | 24    |
| 2007                 | 0          | 0          | 0          | 14                | 10                | 24                | 24    |
| 2008                 | 0          | 0          | 0          | 14                | 10                | 24                | 24    |
| Font: INE            |            |            |            |                   |                   |                   |       |

## Etimologia del topònim

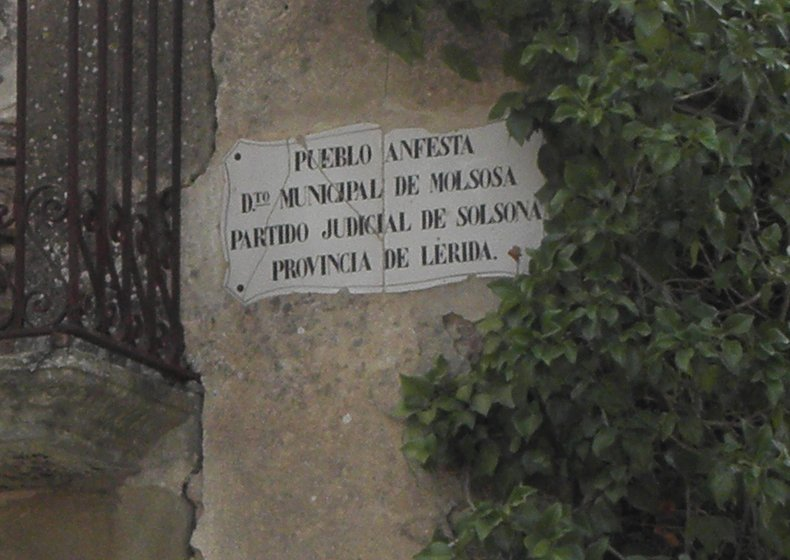
Rètol Enfesta

Hi ha documents antics on apareix escrit Denfesta (1281), Anfesta i Emfesta. De 1553 és el document on consta La Molsosa en Vilafesta. Aquesta circumstància porta a l'historiador Antoni Bach a plantejar la hipòtesi que el nom primitiu hagués estat Festa.
La forma Anfesta actualment encara es pot trobar al rètol de senyalització viària que hi ha a l'entrada del poble, en una inscripció de ceràmica que es troba adossada a la façana d'un edifici del nucli i, fins i tot, en el web de l'Ajuntament de la Molsosa

## Història

### Enfesta a diccionari Madoz
A la pàgina 308 del Volum II del Diccionario de Pascual Madoz publicat a Madrid el 1847, s'hi troba el següent text, traduït literalment del castellà i del qual s'han conservat les formes tipogràfiques i la transcripció literal dels topònims i hagiotònims locals que s'hi citen:
| « | ANFESTA: localitat amb ajuntament a la província de Lleida (12 llegües), partanyent al partit judicial de Solsona (4 1/2 ll.), administració de renda de Cervera (5 1/2 ll.), audiència territorial i capitania general de Catalunya (Barcelona 13 ll.), diòcesi de Vic: SITUACIÓ en terreny muntanyós amb bona ventilació i CLIMA, encara que fred, forç saludable. Té 12 CASES de mitjana fàbrica, part d'elles al voltant d'un castell l'estructura del qual denota ser del temps dels moros, i les altres espargides en diverses direccions, i una església parroquial annexa de la de Colonja (província de Barcelona), el rector de la qual passa a dir missa els dies festius i a administrar els sagraments en cas de necessitat. El TERME confina pel N. amb el de Pinós, per l'E. amb el de San Pedro dels Archs, pel S. amb el de Calaf, i per l'O. amb el de Calonja, dels quals dista 1/2 llegua poc més o menys. El TERRENY és aspre i fragmentat; en diversos paratges del mateix hi brollen fonts, les bones aigües de les quals utilitzen els veïns per a assortiment de les seves cases i abeurador dels seus bestiars, donant també origen a un rierol anomenat Riubregós; abraça 1.500 jornals de terra, dels quals n'hi ha en cultiu 30 de segona qualitat i 68 de tercera, en la resta del terme s'hi crien boscos d'arbres, arbusts i males herbes, que proporcionen llenya per a la construcció i combustible. PRODUCCIÓ: blat, ordi, llegums i algun vi; cria bestiar boví, oví i cabrum, i hi ha caça de diverses espècies. INDÚSTRIA: a més a més de l'agricultura es dediquen els habitants a elaborar guix en abundància. POBLACIÓ: 12 caps de família; 46 habitants. | » |

### Altres dades
A la pàg. 430 del Volum XIV, en el quadre estadístic que s'hi publica a propòsit del partit judicial de Solsona, s'hi citen, entre d'altres, les següents dades:
| Estadístiques municipals d'Anfesta i Sampasalas |          |          |                  |                  |   |                                     |                                     |  |                   |                   |
| Població                                        | Població |          | COMP. AJUNTAMENT | COMP. AJUNTAMENT |   | EXÈRCIT Joves allistats a l'edat de | EXÈRCIT Joves allistats a l'edat de |  | RIQUESA IMPOSABLE | RIQUESA IMPOSABLE |
| Veïns                                           | 20       | Alcalde  | 1                | 18 anys          | 2 | Territorial (rals / veí)            | 44.650                              |  |                   |                   |
| Habitants                                       | 127      | Tinent   | -                | 19 anys          | - | Industrial (rals / veí)             | 19.007                              |  |                   |                   |
| Contribuents                                    | 20       | Regidors | 2                | 20 anys          | 1 | Consum (rals / veí)                 | 442                                 |  |                   |                   |
|                                                 |          | Síndics  | 1                | 21 anys          | - | TOTAL                               | 64.099                              |  |                   |                   |
| Suplents                                        | 3        | 22 anys  | 2                |                  |   |                                     |                                     |  |                   |                   |
|                                                 |          | 23 anys  | -                |                  |   |                                     |                                     |  |                   |                   |
| 24 anys                                         | -        |          |                  |                  |   |                                     |                                     |  |                   |                   |

## Galeries de fotos

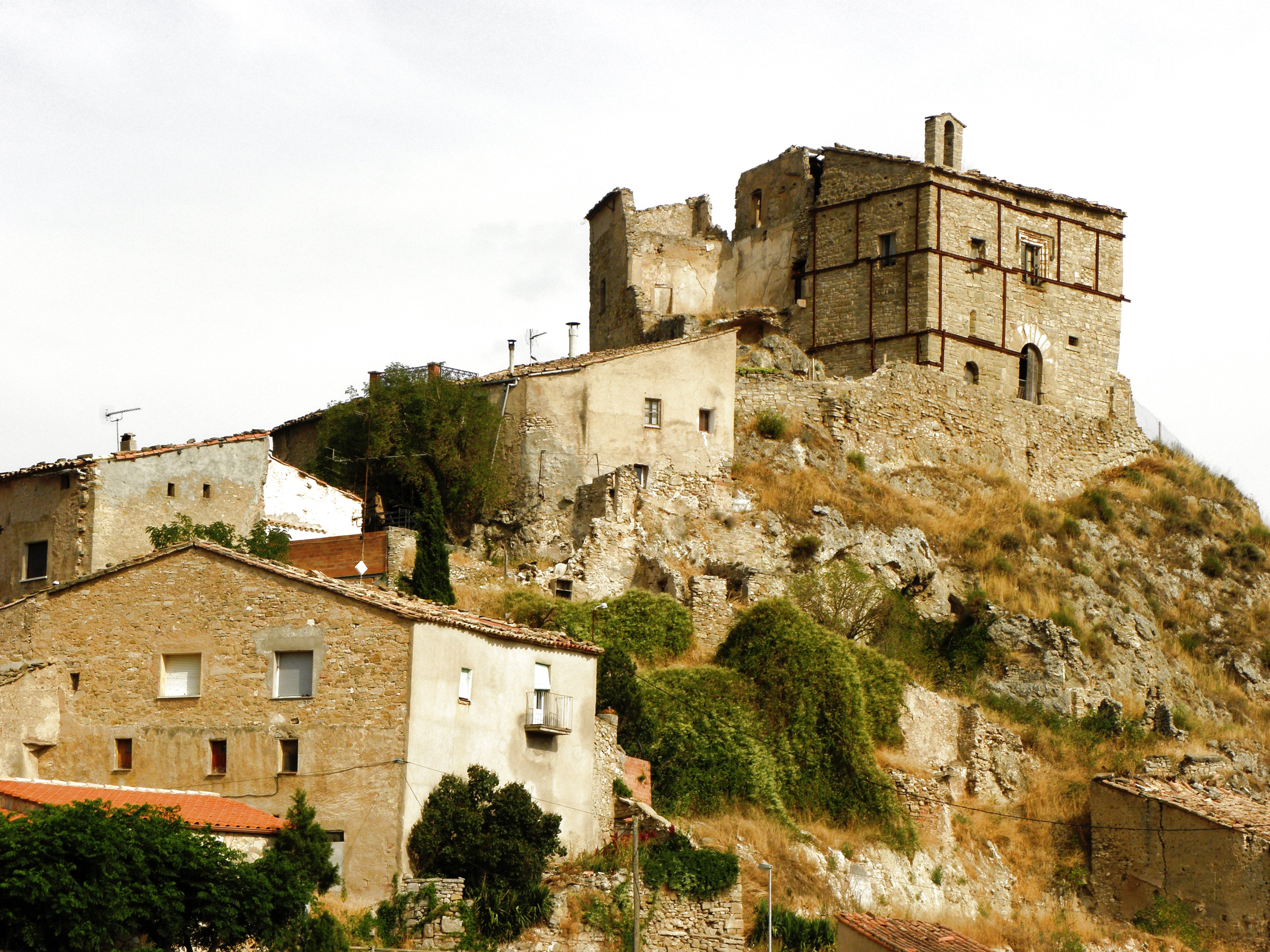
Castell i part del poble

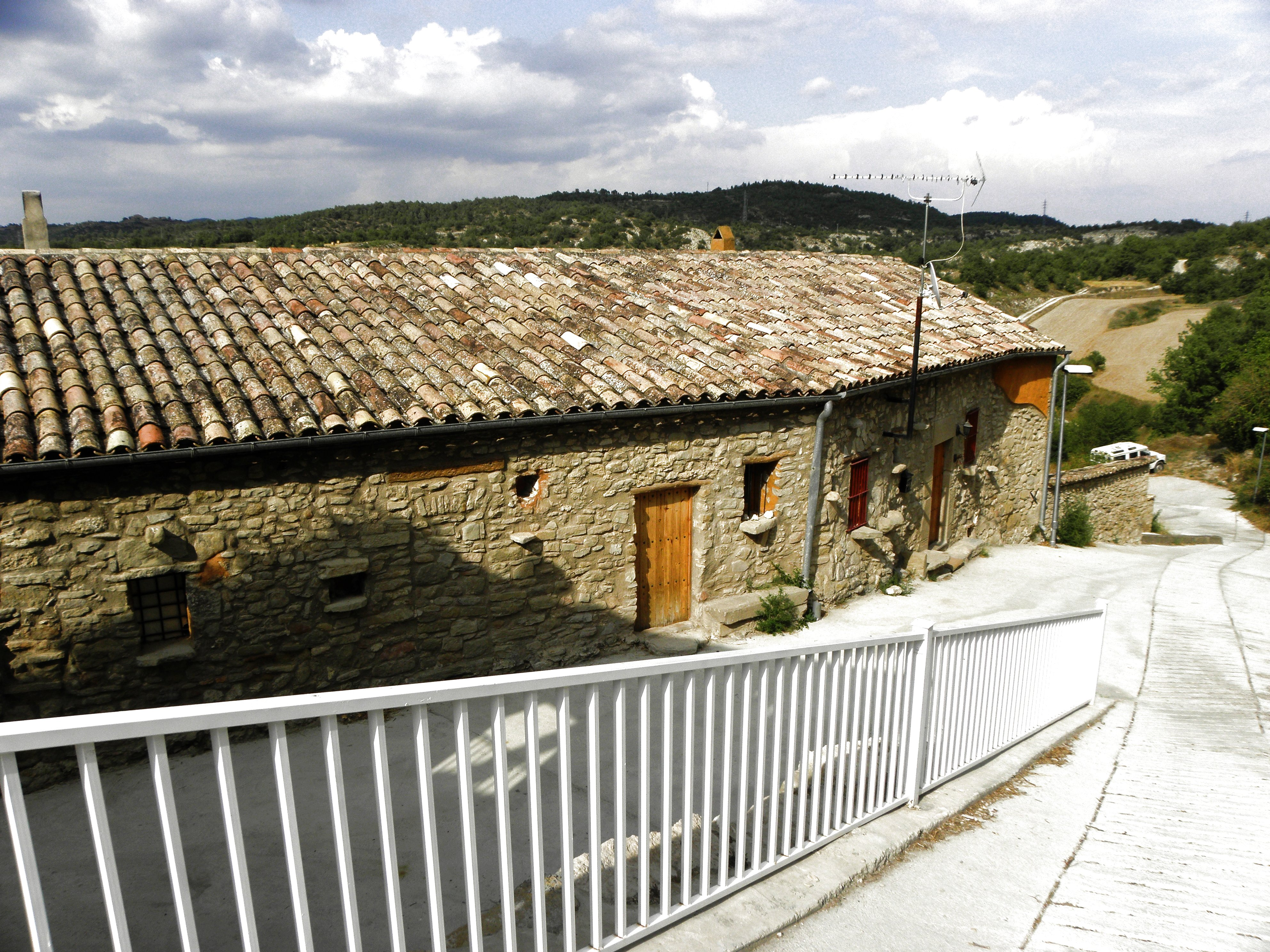
La pujada al castell

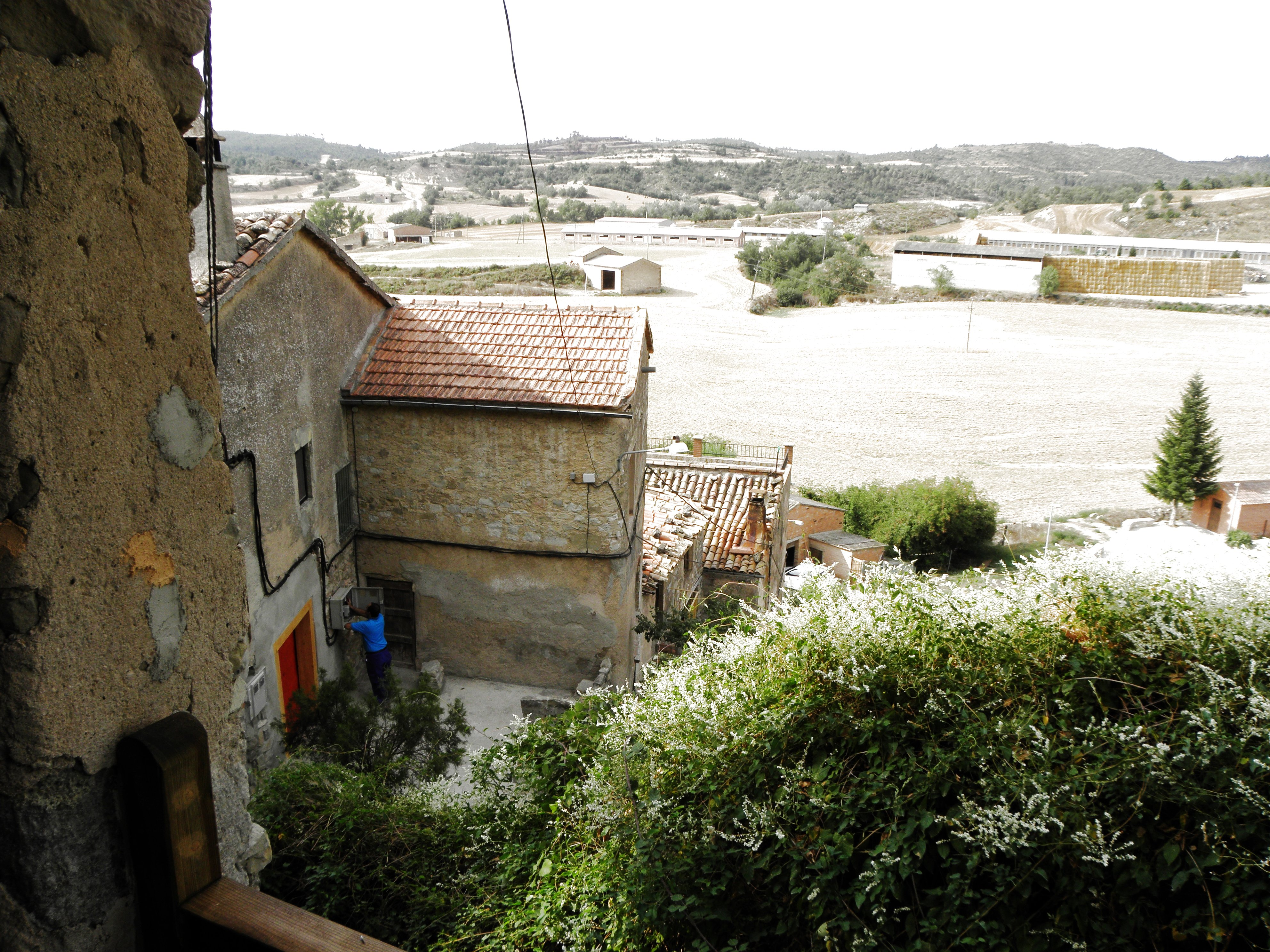
Cases del poble vistes des de la pujada al castell.

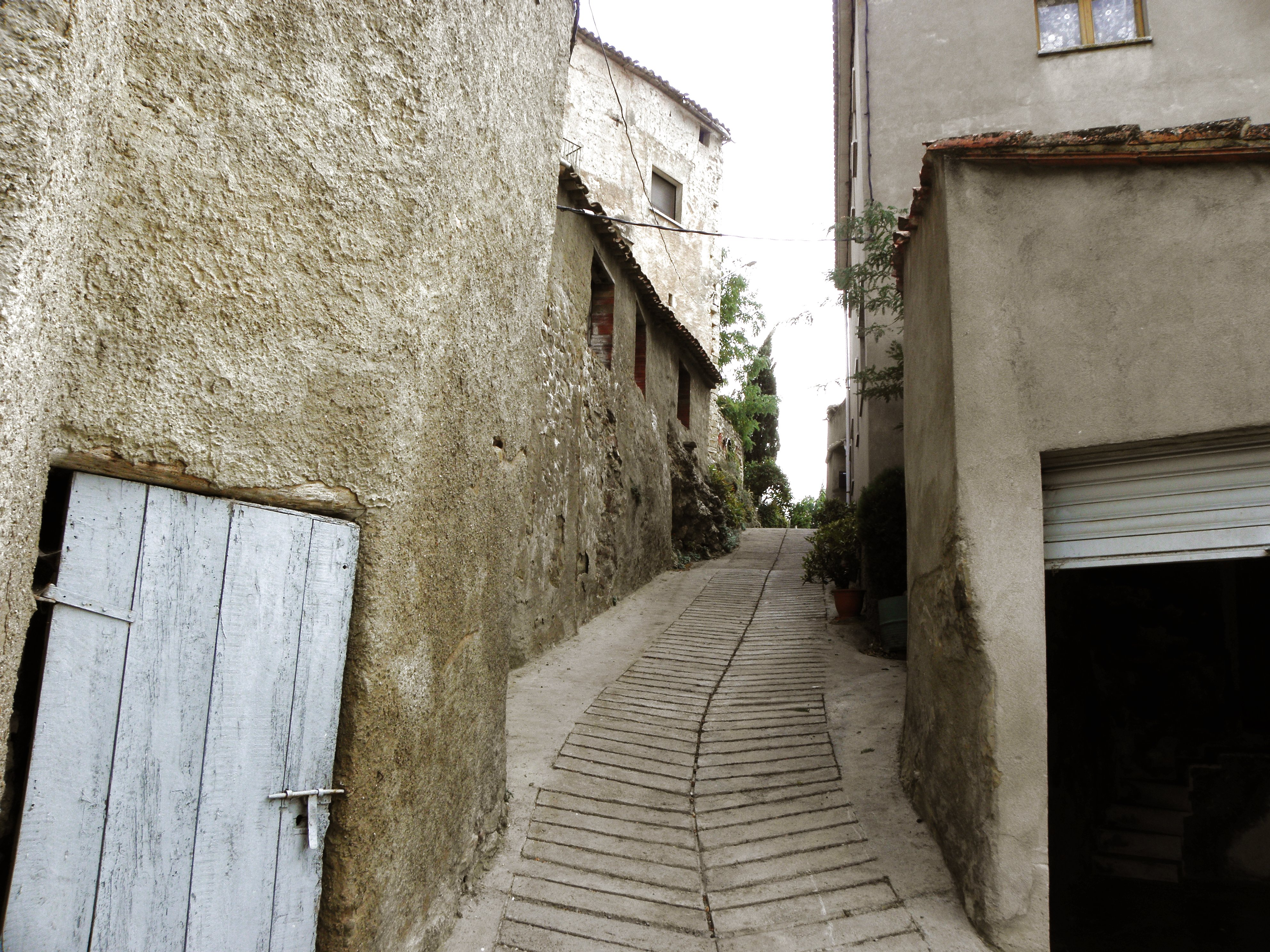
Carrer

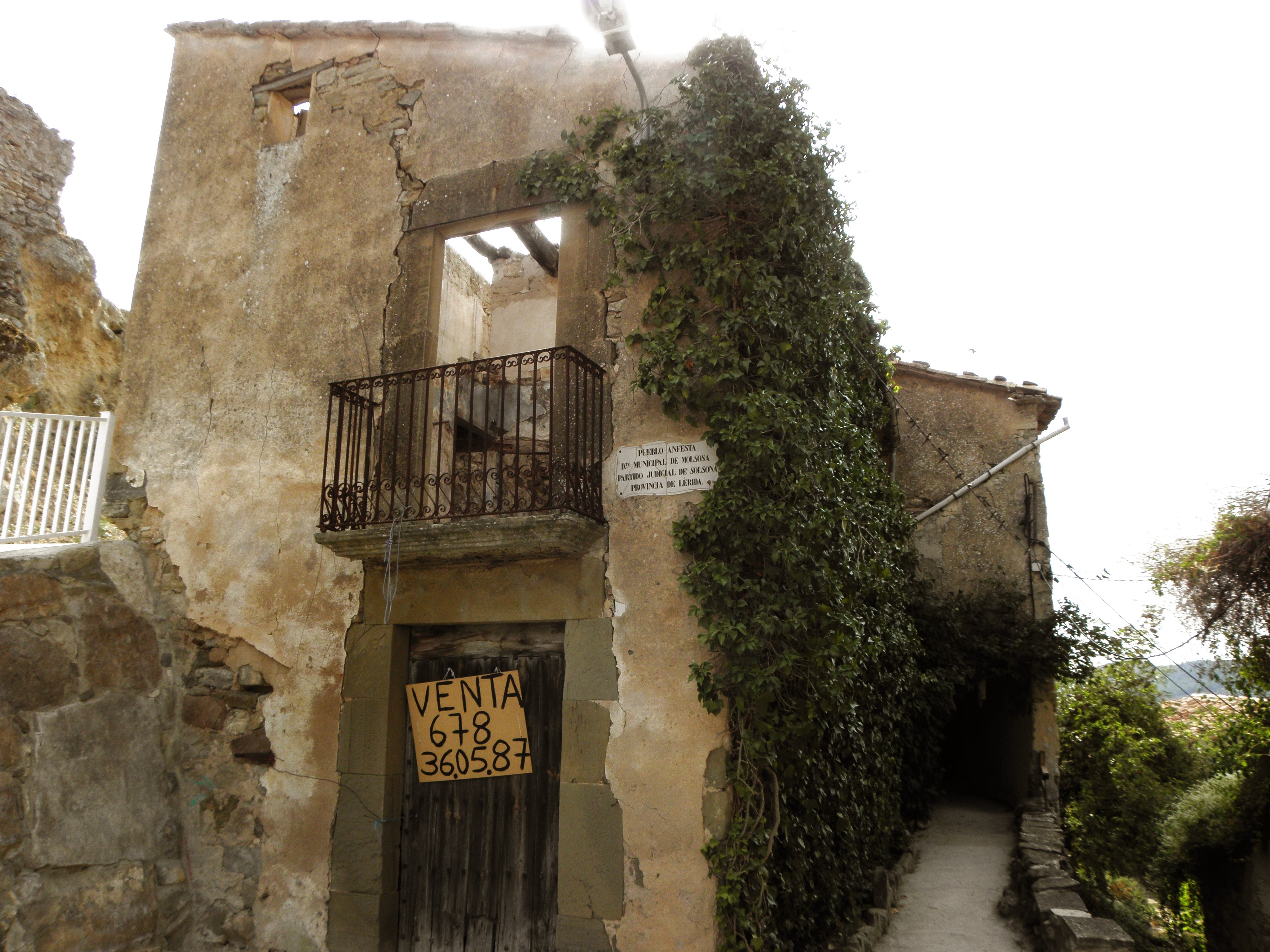
Casa enrunada

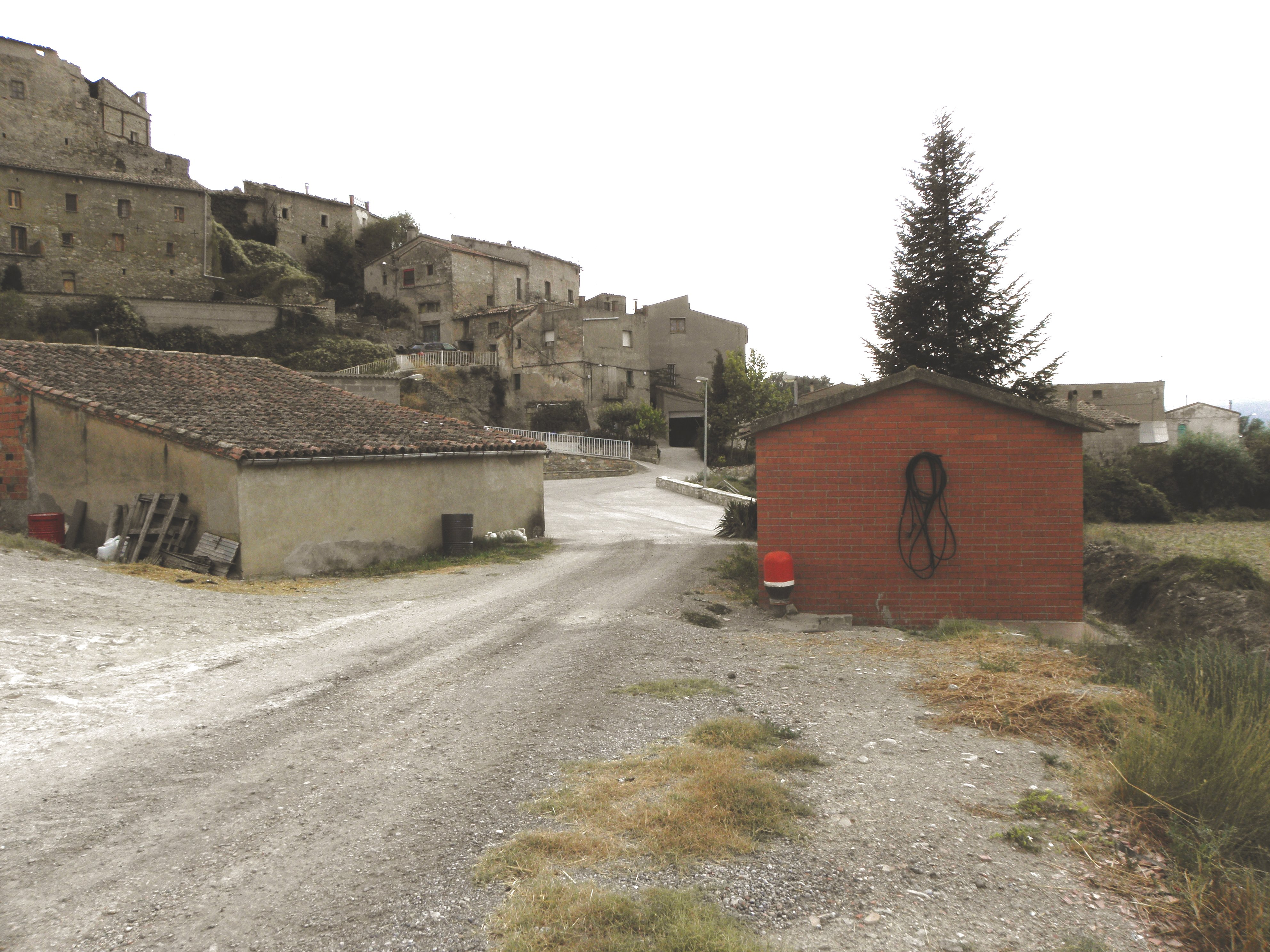
A la dreta i en primer terme, la nova església

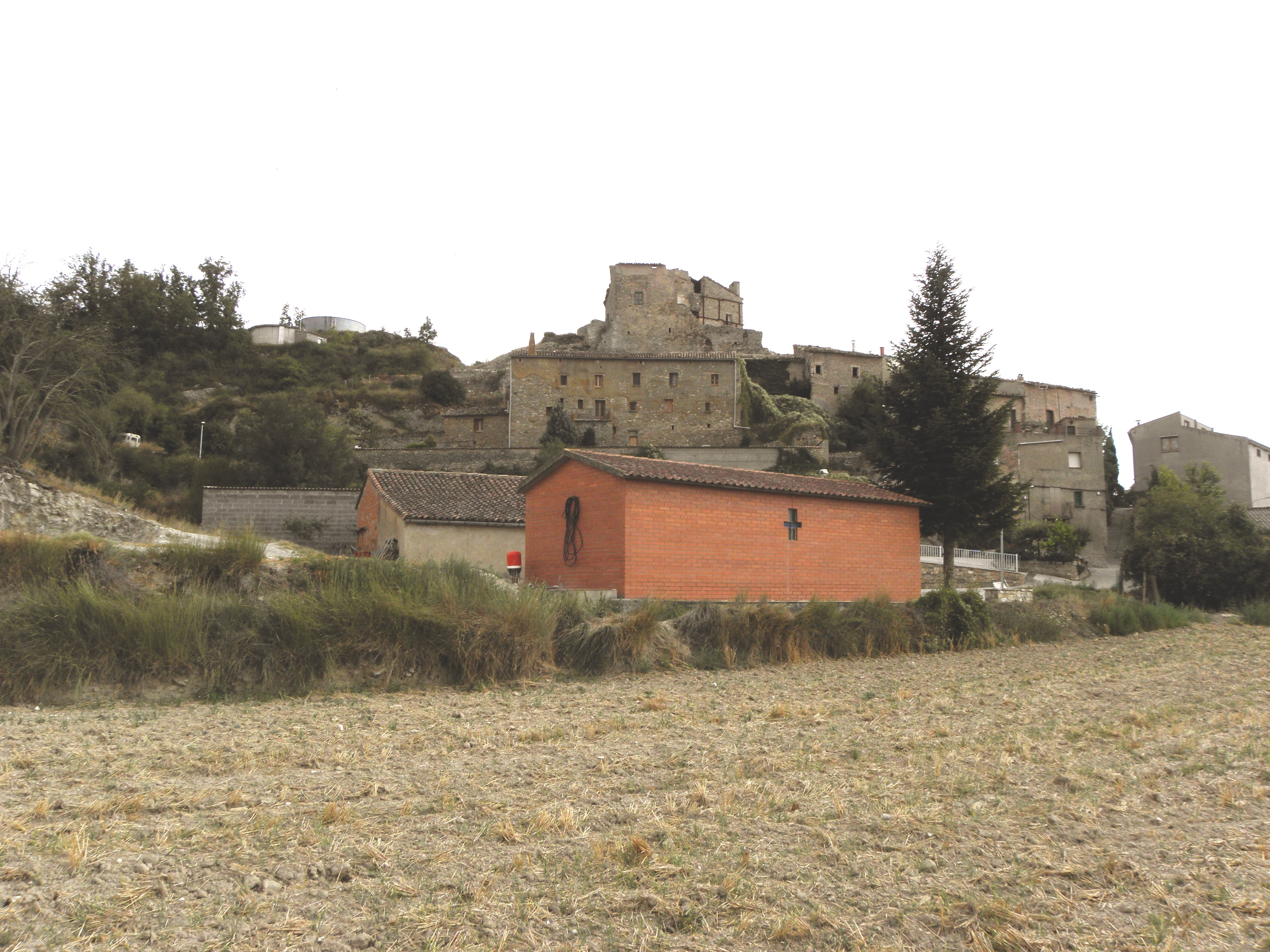
En primer terme, la nova església

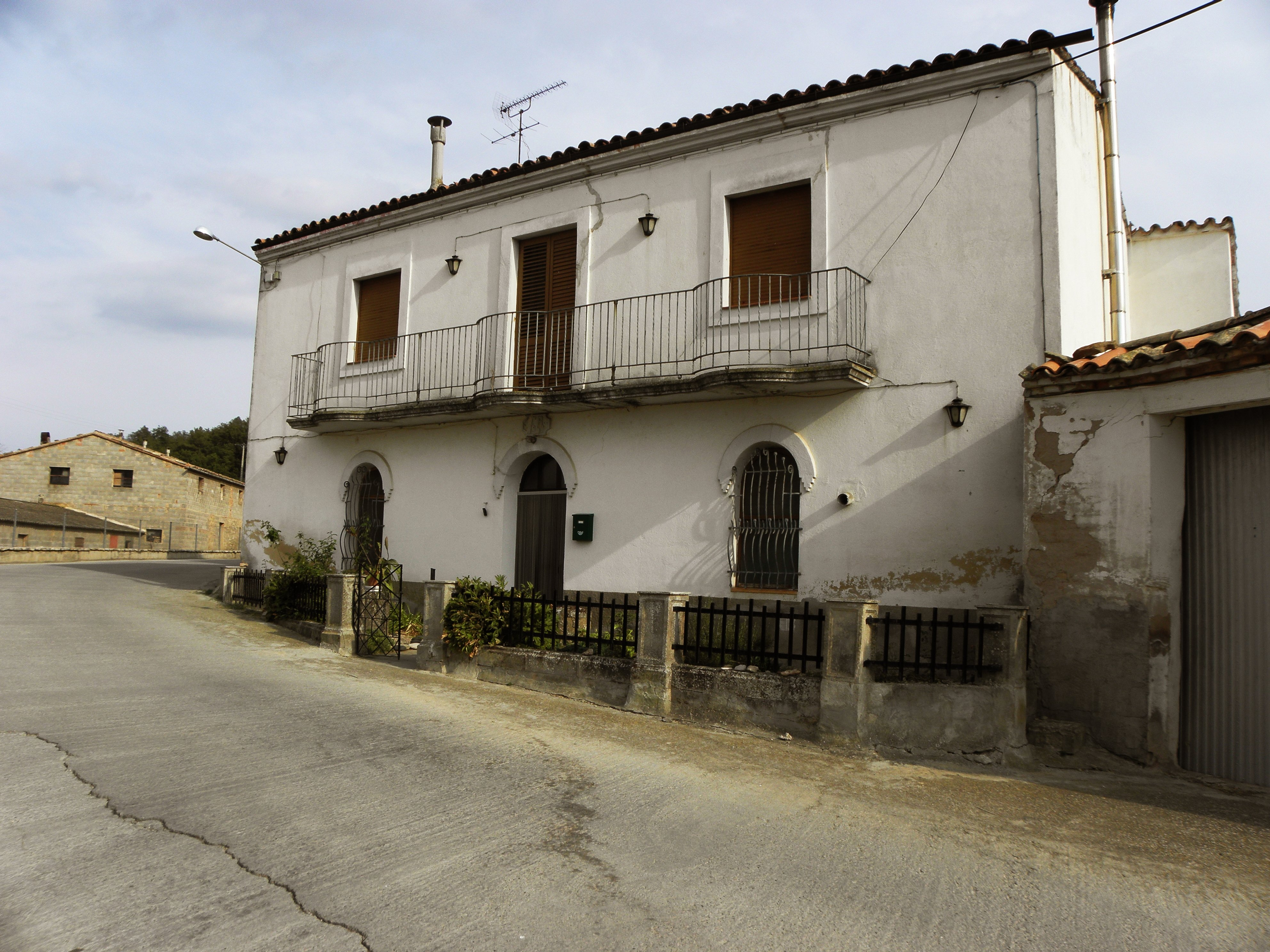
La primer casa del nucli (1942)

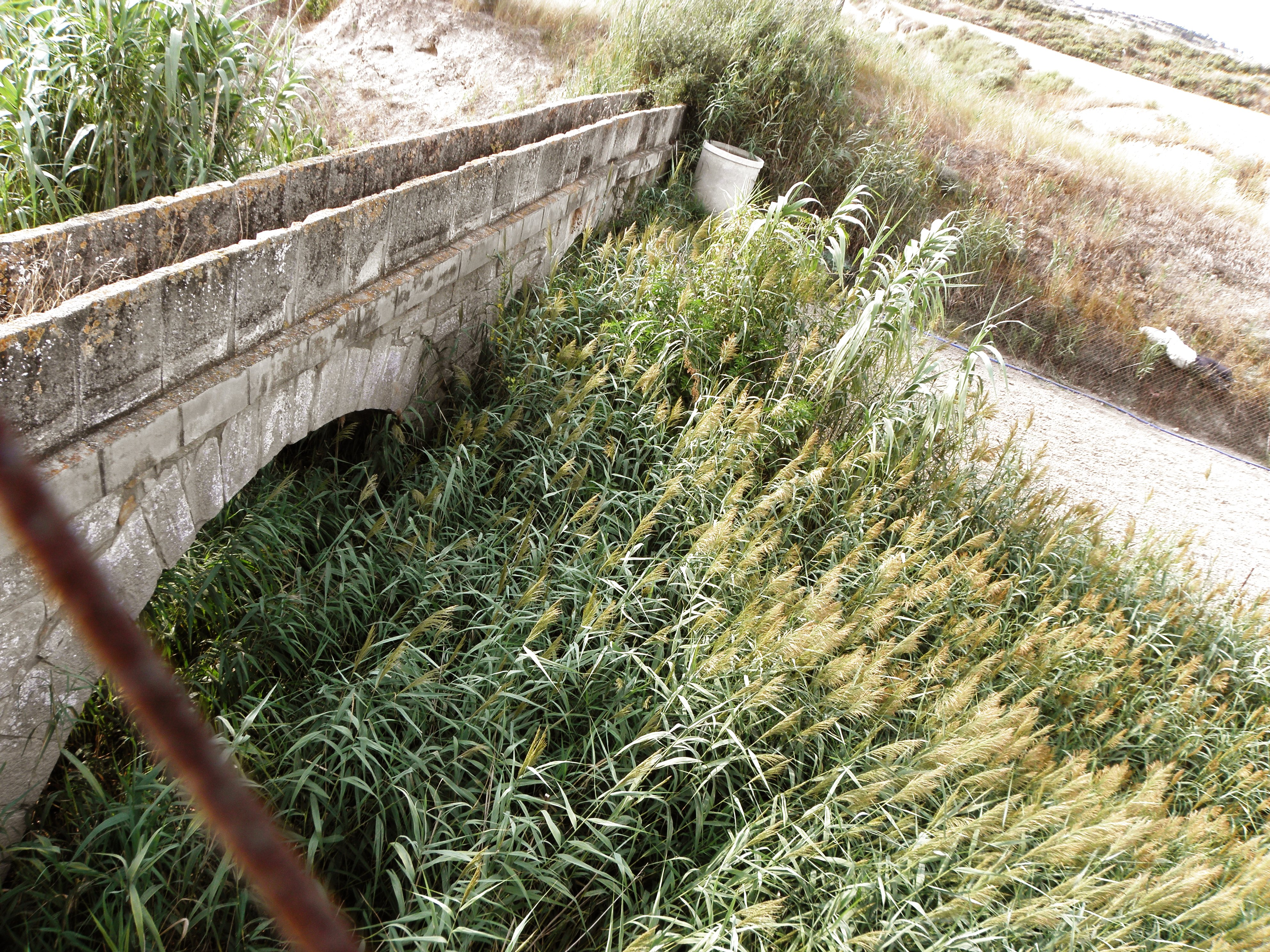
El pontet de l'entrada del poble

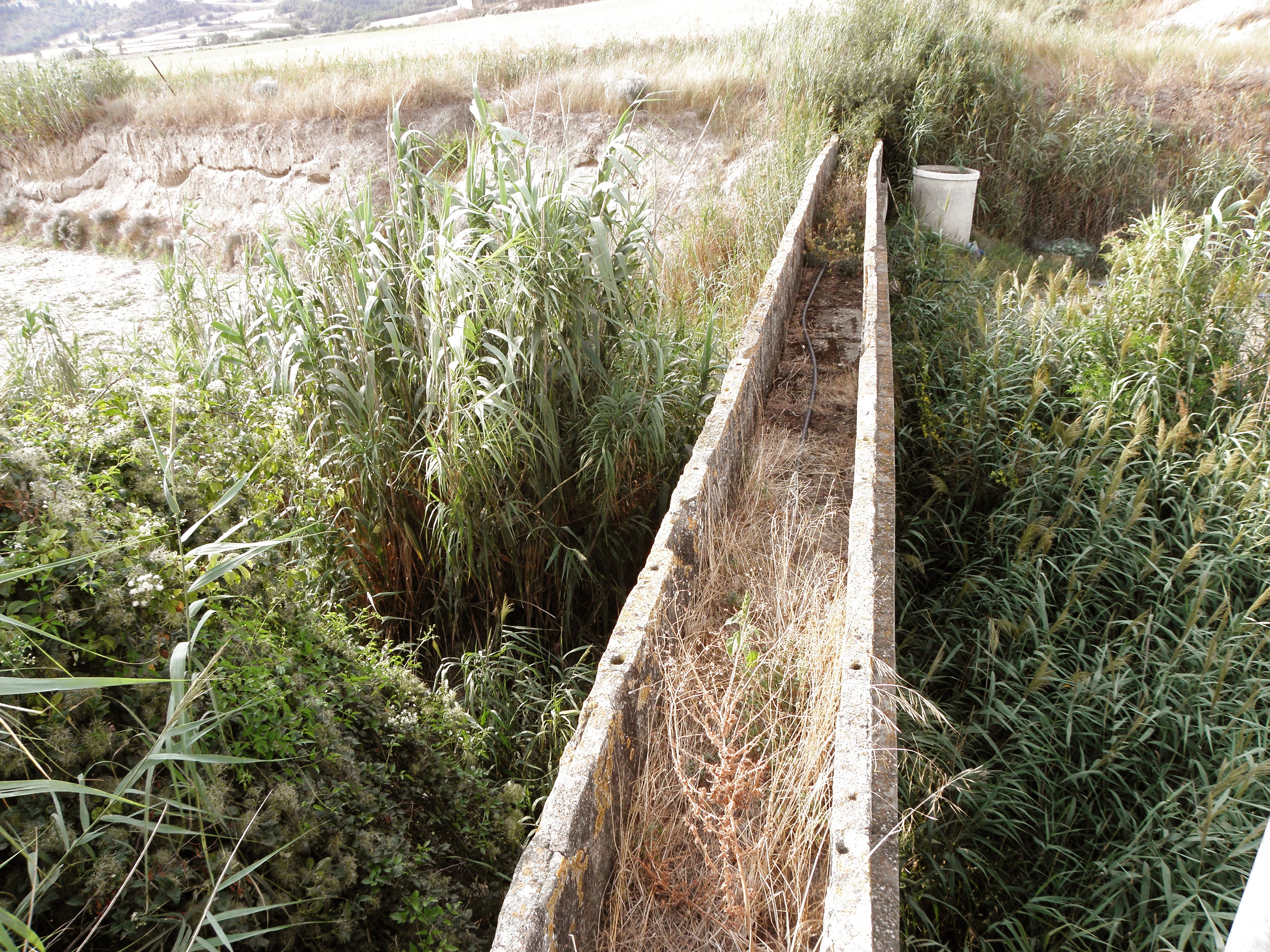
Vista superior

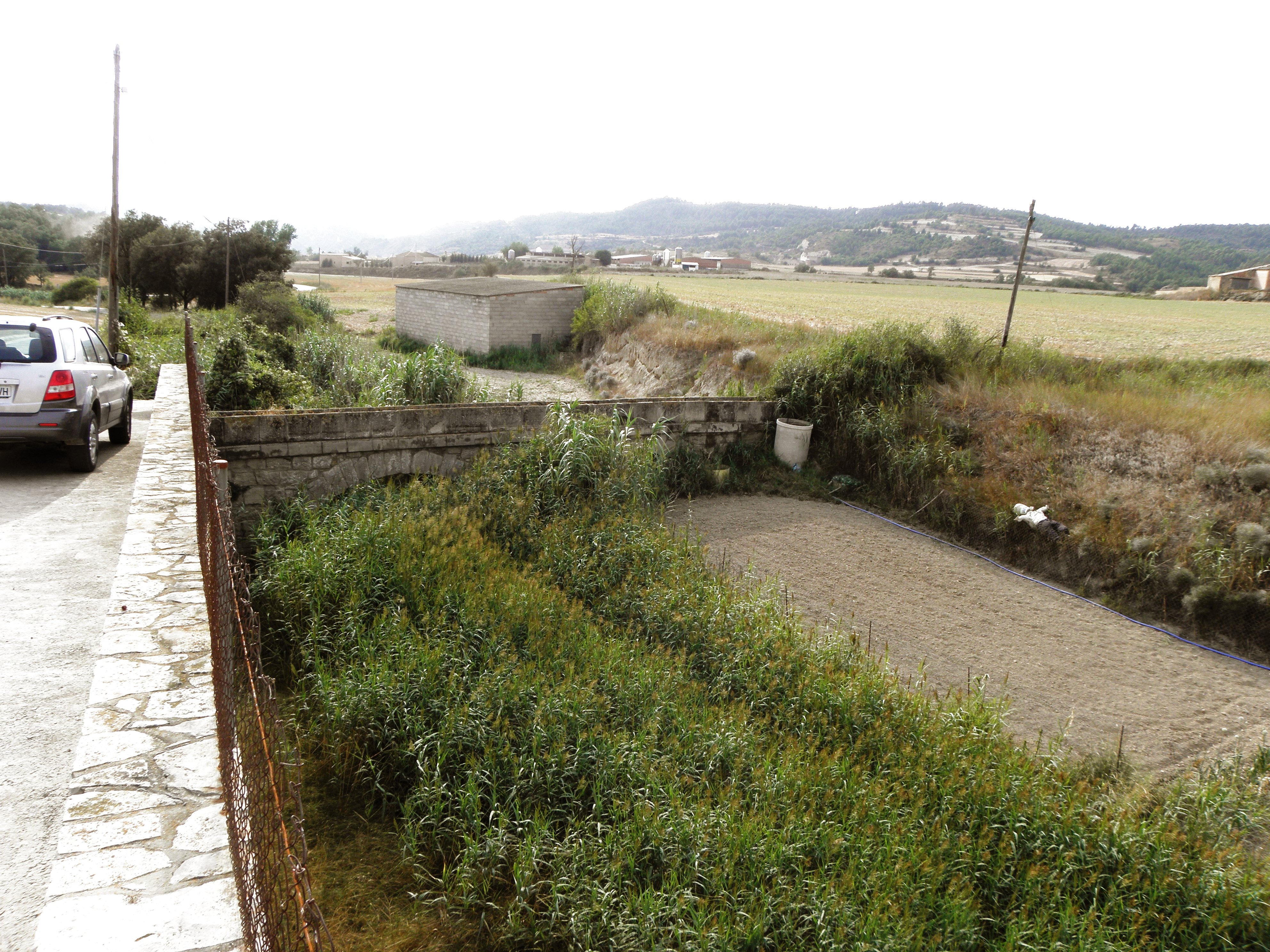
Vista del pont

## Altres Enfesta
- Enfesta: petit poble de 18 habitants de la província d'Ourense, concell d'O Irixo, parròquia de Cornedo. Veure'n fitxa Arxivat 2016-03-03 a Wayback Machine.
- A Enfesta, parròquia amb 12 pobles a la província de la Corunya, concello de Santiago de Compostel·la Veure'n fitxa Arxivat 2012-07-03 a Wayback Machine.
- A Enfesta, petit poble de 8 habitants de la província de la Corunya, concello de Cerceda, parròquia d'As Encrobas. Veure'n fitxa Arxivat 2016-03-03 a Wayback Machine.